# Round Here (George Michael)
Round Here è un singolo del cantante britannico George Michael, pubblicato nel 2004 ed estratto dall'album Patience.

## Tracce
- CD

1. Round Here – 5:54
2. Patience – 2:53
3. Round Here (Video) – 4:56

## Classifiche
| Classifica (2004) | Posizione massima |
| ----------------- | ----------------- |
| Belgio (Vallonia) | 66                |
| Italia            | 30                |
| Regno Unito       | 32                |
| Svizzera          | 55                |